# René Živný
René Živný (* 10. března 1974 Pardubice) je český politik, bývalý profesionální sportovec a olympionik (bikros). V roce 2018 se stal předsedou strany SNK Evropští demokraté a od roku 2015 vede také lokální uskupení Sdružení pro Pardubice. V letech 2012 až 2020 byl radním Pardubického kraje pro sport, cestovní ruch, volnočasové aktivity a informatiku, od roku 2022 je zastupitelem a náměstkem primátora města Pardubice.

## Rodinný život
Od roku 2004 je ženatý s Janou Živnou, mají dvě děti – Vojtěcha (2006) a Jakuba (2009).

## Politický život
- od roku 2011 člen SNK Evropští demokraté,
- od roku 2014 člen celostátního předsednictva SNK Evropští demokraté
- od roku 2018 předseda SNK Evropští demokraté

V krajských volbách v roce 2012 byl jako člen SNK ED zvolen zastupitelem Pardubického kraje, a to na kandidátní listině subjektu „Koalice pro Pardubický kraj“ (tj. KDU-ČSL, SNK ED a hnutí Nestraníci). Následně se stal radním kraje zodpovědným za sport, cestovní ruch a informatiku. Za stejné uskupení obhájil mandát krajského zastupitele ve volbách v roce 2016. Zůstal též radním kraje se stejnou gescí.
V krajských volbách v roce 2020 obhájil jako člen SNK ED na kandidátce uskupení „Koalice pro Pardubický kraj“ (tj. KDU-ČSL, hnutí Nestraníci a SNK ED) mandát zastupitele Pardubického kraje. Skončil však ve funkci radního kraje.
V komunálních volbách v roce 2022 byl v Pardubicích lídrem kandidátky subjektu „SPOLEČNĚ PRO PARDUBICE (Pardubáci společně, Sdružení pro Pardubice, Pardubice pro lidi)“ a byl zvolen zastupitelem města. V roce 2022 za tento subjekt rovněž kandidoval do zastupitelstva Pardubic I, a to z posledního 15. místa kandidátky. V tomto případě však zvolen nebyl. Následně se v říjnu 2022 stal náměstkem primátora pro cestovní ruch a destinační management, urbanismus a architekturu, energetiku a informační technologie.
V krajských volbách v září 2024 obhajoval jako člen SNK ED post zastupitele Pardubického kraje, a to na kandidátní listině uskupení „Koalice pro Pardubický kraj“ (tj. KDU-ČSL, SNK ED a Nestran.). Mandát krajského zastupitele se mu však obhájit nepodařilo.

## Členství v institucích
- člen Českého klubu olympioniků
- člen Kontrolní komise nadačního fondu českého klubu olympioniků - region Východní Čechy
- člen Výkonného výboru pardubické organizace ČUS
- předseda Tělovýchovné jednoty Sokol Semín
- člen Rady Národního hřebčína Kladruby nad Labem
- člen Komise pro školství, kulturu a tělovýchovu městské části Pardubice I.
- člen Sportovní komise města Pardubice
- člen Kontrolního výboru města Pardubice
- člen správní rady PAP Pardubice o.p.s. (Aquacentrum Pardubice)
- člen zastupitelstva Pardubického kraje
- předseda výboru zastupitelstva Pardubického kraje pro sport, cestovní ruch a volnočasové aktivity
- předseda Pardubického krajského fotbalového svazu
- předseda Okresního fotbalového svazu Pardubice
- místopředseda Spolku rodičů při ZŠ Bratranců Veverkových Pardubice

člen rady školy ZŠ Bratranců Veverkových Pardubic

## Sportovní činnost
Od roku 1992 do roku 2007 byl profesionálním jezdcem bikrosu (BMX), startoval především v kategoriích cruiser (24" kola), ale také v kategorii na 20" kolech a MTB, několikanásobný vítěz národního šampionátu, Československého, Českomoravského i Českého poháru, vítěz Mistrovství Evropy i halového Mistrovství Evropy, vítěz seriálu Evropského poháru, několikanásobný finalista a medailista ze světového šampionátu (cruiser).
Byl klubovým trenérem TJ Slovan Bohnice, OK Team a TJ BMX Pardubice, v letech 2006–2007 asistent trenéra reprezentace České republiky, 2008–2016 hlavní trenér reprezentace České republiky (mimo jiné OH Peking 2008, OH Londýn 2012, Evropské hry Baku 2015), MS 2016 Kolumbie - trenér reprezentace Slovenska, 2006–2016 trenér centra mládeže BMX.
Od roku 2010 je předsedou fotbalového oddílu TJ Sokol Semín. V roce 2018 byl mistrem České republiky a v roce 2019 vicemistrem ve veteránském fotbalu.